# Rivière Isidore Est
Pour les articles homonymes, voir Isidore.
La rivière Isidore Est est un affluent de la rivière Isidore, coulant sur la rive Nord-Ouest du fleuve Saint-Laurent, dans le territoire non organisé Lac-au-Brochet, dans la municipalité régionale de comté (MRC) de La Haute-Côte-Nord, dans la région administrative de la Côte-Nord, dans la Province de Québec, au Canada.
À cause d’une topographie montagneuse, la partie inférieure de la vallée de la rivière Isidore Est ne comporte pas de routes d’accès, néanmoins, la zone entre la rivière Isidore Ouest et la rivière Isidore Est comporte comporte plusieurs routes forestières secondaire, aménagées pour les besoins de la foresterie. À partir de la route 138, une route forestière remonte par la rive Sud la vallée de la rivière du Sault aux Cochons, en passant devant l’embouchure de la rivière Isidore, jusqu’à la décharge (venant du Nord) du Lac Atisocagamac. De là, cette route forestière enjambe la rivière du Sault aux Cochons pour remonter vers le Nord dans un segment plus ou moins en parallèle à cette dernière rivière. Puis cette route forestière emprunte la vallée de la rivière aux Canards qu’elle remonte sur toute sa longueur et rejoindre le village de Labrieville, ainsi que les barrages de la rivière Betsiamites. À la hauteur du lac Saindon, une route secondaire se détache de cette route forestière et mène vers l’Est jusqu’au Petit lac Isidore. Une autre route forestière débutant à l’Est du Lac aux Perles mène au lac Beaudin lequel constitue un plan d’eau de tête de la rivière Isidore Est,,.
La foresterie constitue la principale activité économique du secteur ; les activités récréotouristique, en second.
La surface de la rivière Isidore Est habituellement gelée de la fin novembre au début avril, toutefois la circulation sécuritaire sur la glace se fait généralement de la mi-décembre à la fin mars.

## Géographie
Les principaux bassins versants voisins de la rivière Isidore Est sont :
- côté Nord : lac Beaudoin, lac Leman, lac Isidore, Petit lac Isidore, réservoir Pipmuacan, rivière Desroches, rivière Betsiamites, rivière Leman ;
- côté Est : ruisseau à Truchon, lac Forrest, rivière Leman, rivière Nicette, rivière Ouellette, lac Laval, rivière Adam, rivière aux Lacs, rivière Laval ;
- côté Sud : rivière Isidore, rivière du Sault aux Cochons, ruisseau aux Bouleaux, rivière Rocheuse ;
- côté Ouest : rivière du Sault aux Cochons, rivière Isidore Ouest, ruisseau Alphabeth, lac des Caribous[2].

La rivière Isidore Est prend sa source à l’embouchure du lac Beaudin (altitude : 426 m), en zone forestière. Un sommet de montagne atteint 518 m du côté est, un autre sommet atteint 564 m au nord-est, et un troisième atteint 533 m.
Cette confluence est située au sud-est du réservoir Pipmuacan au sud du centre du village de Labrieville au Nord-Ouest de l’embouchure de la rivière Isidore Est (confluence avec la rivière Isidore et rivière Isidore Ouest) au nord-ouest de la confluence de la rivière Isidore avec la rivière du Sault aux Cochons au nord-ouest de la confluence de la rivière du Sault aux Cochons avec le fleuve Saint-Laurent à l’ouest de l’embouchure de la rivière Betsiamites.
À partir de l’embouchure du lac Beaudin, la rivière Isidore Est coule généralement vers le sud-est en ligne droite dans une vallée encaissée en zones forestières, sur environ 9 km selon les segments suivants :
- vers le sud en traversant le Petit lac Beaudin, jusqu’au barrage à son embouchure ;
- vers le sud-est encastré entre les montagnes, jusqu'à la confluence de la rivière[2].

L'embouchure de la rivière Isidore Est est en confluence avec la rivière Isidore Ouest. Ce point de confluence constitue la tête de la [rivière Isidore laquelle coule vers le Sud jusqu'à se déverser dans un coude de rivière sur la rive Nord de la rivière du Sault aux Cochons dans le territoire non organisé de Lac-au-Brochet. Cette confluence de la rivière Isidore Est située :
- au sud du centre du village de Labrieville ;
- au nord de l’embouchure de la rivière Isidore Est (confluence avec la rivière du Sault aux Cochons) ;
- au nord-ouest de la confluence de la rivière du Sault aux Cochons et du fleuve Saint-Laurent ;
- au sud-ouest de l’embouchure de la rivière Betsiamites[2].

## Toponymie
Le toponyme Rivière Isidore Est a été officialisé le 15 juillet 1970 à la Banque des noms de lieux de la Commission de toponymie du Québec.